# Roy Sullivan
Roy Cleveland Sullivan (7 de febrer de 1912 - 28 de setembre de 1983) fou un guardaboscos nord-americà del Parc nacional de Shenandoah a Virgínia. Entre 1942 i 1977, li van caure set llamps al damunt en diferents ocasions i va sobreviure a totes elles. Per aquesta raó, es va guanyar el sobrenom del "Parallamps humà". El Llibre Guinness World Records va reconèixer a Sullivan com la persona registrada a què li han caigut més llamps.
Els llamps li van caure el 1942, 1969, 1970, 1972, 1973, 1976 i 1977.
El matí del 28 de setembre de 1983, Sullivan es va suïcidar disparant-se un tret al cap a l'edat de 71 anys.